# Kosala
Le Kosala (sanskrit : कोशल) ou Koshala est l'un des seize États les plus puissants de l'Inde vers 600 av. J.-C. Il correspond à l'actuel État indien de l'Awadh.

## Histoire
État suzerain de nombreux territoires satellites, dont Kapilavastu, il s'oppose longuement à son voisin, le Magadha, avant d'être absorbé à la suite d'un longue guerre vers 450 av. J.-C. Le Kosala possède alors deux cités principales : Ayodhya, anciennement Saketa, et Sāvatthī, ainsi que plusieurs villes mineures telles que : Setavya, Ukattha, Dandakappa, Nalakapana et Pankadha. 
Célèbre pour ses guerres, le Kosala, une fois disparu, laisse de nombreux états privés d'ordre[Quoi ?]. 

## Dans la culture
Le Koshala est cité dans de nombreux textes, dont le Ramayana, ainsi que plusieurs textes jaïnistes et bouddhistes.